# یانوش دوداش

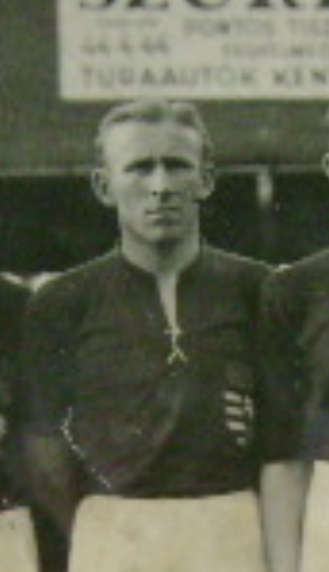
یانوش دوداش در سال ۱۹۳۶

یانوش دوداش (به مجاری: Dudás János)‏ (۱۳ فوریهٔ ۱۹۱۱ – ۱۹۷۹) بازیکن فوتبال اهل مجارستان بود.
از باشگاه‌هایی که در آن بازی کرده بود می‌توان به باشگاه فوتبال ام‌تی‌کی بوداپست اشاره کرد.
او همچنین در تیم ملی فوتبال مجارستان بازی کرده بود.